# Frederik Frison
Frederik Frison (* 28. července 1992) je belgický profesionální silniční cyklista jezdící za UCI ProTeam Q36.5 Pro Cycling Team. Přes svého otce je příbuzný s bývalým profesionálním cyklistou Hermanem Frisonem, jenž je jeho prastrýcem.

## Hlavní výsledky
2009
Sint-Martinusprijs Kontich
6. místo celkově
vítěz 4. etapy
2010
Národní šampionát
 vítěz časovky juniorů
2. místo Kuurne–Brusel–Kuurne Juniores
2012
Národní šampionát
2. místo časovka do 23 let
2013
Národní šampionát
2. místo časovka do 23 let
3. místo silniční závod do 23 let
7. místo Chrono Champenois
2014
8. místo Chrono Champenois
Mistrovství světa
9. místo časovka do 23 let
2015
Olympia's Tour
9. místo celkově
9. místo Memorial Van Coningsloo
Tour du Loir-et-Cher
10. místo celkově
2017
7. místo Le Samyn
2018
3. místo Primus Classic
3. místo Dwars door West-Vlaanderen
Národní šampionát
5. místo časovka
2019
Národní šampionát
5. místo časovka
2020
Národní šampionát
3. místo časovka
2022
Národní šampionát
5. místo časovka
2023
4. místo Gent–Wevelgem
4. místo Classic Brugge–De Panne

### Výsledky na Grand Tours
| Grand Tour      | 2018 | 2019 | 2020 | 2021 | 2022 | 2023 |
| --------------- | ---- | ---- | ---- | ---- | ---- | ---- |
| Giro d'Italia   | 142  | —    | —    | —    | —    | —    |
| Tour de France  | —    | —    | 145  | —    | 130  | 147  |
| Vuelta a España | —    | —    | —    | DNF  | —    | —    |

| —   | Nezúčastnil se |
| DNF | Nedokončil     |